# بدر الطيار
بدر جاسم محمد الطيار، (4 يناير 1953 - 21 أغسطس 2023)، ممثل كويتي ، وعضو فرقة المسرح العربي ، منذ عام 1978.

## عن حياته
بدأت رحلة بدر الطيار عام 1978 عبر مسرحية «نورة» مع المخرج فؤاد الشطي، ليقدم بعد ذلك العشرات من الأعمال الدرامية والمسرحية مع كبار نجوم الساحة الخليجية والعربية أمثال الفنان الكبير عبدالحسين عبدالرضا وسعد الفرج وحياة الفهد وسعاد عبدالله وخالد النفيسي وغانم الصالح وداود حسين وحسن البلام، وعلى مدى ما يقرب من 40 عاما، كما تبؤا خلال رحلته الفنية عدة مناصب إدارية وفنية في فرقة المسرح العربي. ابتعد في السنوات الأخيرة من حياته عن الساحة الفنية ابتعادا تاما بعد أن عانى من عدة مشكلات صحية، كضعف الرؤية والسمع والفشل الكلوي، مما أثر على أدائه التمثيلي وحينها فضل الابتعاد. كُرِّم في مهرجان الكويت المسرحي عن مجمل أدواري الكوميدية التي أداها طوال مشواره.

## أعماله

### من المسلسلات
- طش ورش[5]
- الناس أجناس
- أحلام صغيرة
- نصيب
- الانحراف
- شحيت ومحيت
- ارهابيات
- غنائيات
- دلق سهيل
- صالح تحت التدريب
- بو قلبين
- تاكسي تحت الطلب
- شبابيك
- زارع المشموم
- فريج صويلح
- مسك وعنبر
- المقرود.

#### من المسرحيات
- مخروش طاح بكروش
- طاح مخروش
- بنشر
- طيوب وشيطون
- على قشر موز
- أرض وقرض
- لعيونك
- الاستجواب
- كامل الدسم
- علباب ياشباب
- حب في الفلوجة
- بو متيح
- حكم الحاس
- أوه يالكرة
- الشرطية الحسناء
- ياواش ياواش
- كشمش
- شارع الحب [6]
- سكة سفر

### من السينما
- 1993 ليلة القبض على الوزير

## وفاته
توفي بدر الطيار يوم الإثنين الموافق 21 أغسطس 2023 بعد صراع مع المرض، إذ كان أُدخل العناية المركزة في مستشفى الفروانية بعد تعرضه لانتكاسة صحية مفاجئة، نتج عنها انخفاض معدل الأكسجين والسكر والضغط لديه.

## وصلات خارجية
- بدر الطيار على موقع IMDb (الإنجليزية)
- بدر الطيار على موقع قاعدة بيانات الأفلام العربية